# Cerkvenjak
Cerkvenjak je naselje, središče občine Cerkvenjak.

## Lega
Cerkvenjak leži na trikotnem slemenu med dolinama rek Pesnica in Ščavnica; središče vasi je na najvišji točki z  341 m nadmorske višine, kjer stoji župnijska cerkev Sv. Antona Puščavnika. V središču naselja je tudi križišče cest, ki povezujejo središče občine z Lenartom, Ptujem, Ljutomerom in Gornjo Radgono. Središče leži na severu-zahodu naselja in je raztegnjeno jugo-vzhodno, proti Andrenski dolini, kjer izvira Andrenski potok. Ta stran je pokrita z mešanim gozdom.

## Zgodovina
Pri gradnji ceste skozi naselje leta 1953, so med gramozom našli kamnito sekiro in bronasto plavut (hrani jih Pokrajinski muzej Maribor); verjetno je skozi naselje vodila rimska cesta od Poetovie (Ptuja) proti Gornji Radgoni. Obstoj cerkve sv. Antona Puščavnika in po njej imenovanega kraja je prvič zabeležen leta 1421 in še nekajkrat v 15. stoletju, v različnih dokumentih. Leta 1446 je zapisano, da cerkev Sv. Antona pripada fari Sv. Benedikta (s. Antoni khirchen, dy zu s. Benedicten pharr gehört), kar nam ponovno potrjujeta dokumenta iz leta 1460, ki govorita o Cogetincih, ki da ležijo blizu antonovske cerkve, ki je podružnica Sv. Benedikta (Czogendorf bei sand Anthoni kirchen, die zu s. Benedicten pfarr daselbst gehört). Leta 1500 se še nekajkrat omenja kraj Sv. Anton v zvezi s tamkajšnimi kraji. Ime Cerkvenjak pa se prvič zasledi v dokumentih iz leta 1491.
Tu sta rojena Franc Horvat slikar in restavrator, ter Vlado Tušak amaterski režiser in kulturni delavec.

## Ime
Do leta 1952 se je po župnijski cerkvi svetega Antona naselje imenovalo Sveti Anton v Slovenskih Goricah. V Cerkvenjak je bilo preimenovano na osnovi "Zakona o imenovanju naselij in označevanju trgov, ulic in zgradb" iz leta 1948. Tako kot preimenovanje mnogih drugih krajev po Sloveniji v povojnem času je bilo tudi preimenovanje Svetega Antona v Slovenskih Goricah del obsežne kampanje oblasti, da se iz toponimov slovenskih krajev odstranijo vsi religiozni elementi.